# Elecciones generales de Honduras de 1877
Las elecciones generales de Honduras de 1877, se realizaron entre el 22 y 25 de abril de 1877 en forma emergente, para el cambio de autoridades gubernamentales como ser: 
- Presidente de Honduras: Jefe de Estado de Honduras que ejercerá las funciones de dirección del Poder Ejecutivo de Honduras por mandato del pueblo. Las elecciones se realizaban en una Asamblea Nacional, seguidamente se seleccionaban los candidatos a diputados del Congreso.

El doctor Marco Aurelio Soto -en la administración hondureña desde el 27 de agosto de 1876, en la Isla de Amapala- señala el 22 de marzo de 1877 a elecciones para el 22 y 25 de abril del corriente año, con el objeto de afianzarse en el poder; ya que su gran competidor el capitán general José María Medina, no se presentaría a las elecciones. El 27 de marzo de 1877 un congreso extraordinario en Comayagua, declaró electo y calificó los comicios de abril de ese año, como correctos; también puso en vigencia la Constitución de 1865 y una posible emisión de una más moderna.
Sucedió que en Honduras se votaba en la ciudad capital y para en ese entonces Comayagua, los votos eran directos y existía la inconveniencia de que había un representante por cada mil habitantes, dadas las restricciones sobre la ciudadanía electoral, solo el 7.2% de la población podía votar; en consecuencia, y al no haber contrincante.“El mayo del 77…la Asamblea lo declaró popularmente electo por 16.603 sufragios, en una base de 20.635 votantes” y el 27 de mayo de 1877, el Dr. Marco Aurelio Soto inauguró su Gobierno Constitucional”